# Segreto
Luís Segreto Sobrinho, mais conhecido como Segreto (Rio de Janeiro, 25 de março de 1906 — Local e data da morte indisponível), foi um futebolista brasileiro que atuou como zagueiro. Marcou o primeiro gol da história do Clássico dos Milhões, pelo Flamengo em 26 de março de 1922.

## Carreira
Poucas informações são encontradas sobre Luis Segreto Sobrinho. Uma nota do jornal Diário da Noite de 21 de janeiro de 1954, noticiou que o ex-atleta havia assumido o cargo de Diretor-tesoureiro da Loteria do estado do Rio de Janeiro.
Também é possível encontrar uma nota no jornal Correio da Manhã de 25 de março de 1972, parabenizando Luis Segreto.
O jornal Diário de Notícias, 16 de maio de 1974, veiculou uma reportagem afirmando que Luis Segreto era o Diretor-presidente do grupo empresarial da família.

## Títulos
Flamengo
- Torneio Início do Rio de Janeiro: 1922
- Campeonato Carioca: 1925[5] e 1927